# Royal Standard Hockey Club
Le Royal Standard Hockey Club (anciennement, Hockey Club Liégeois et Royal Football Club de Liège Hockey Club) fut un club de hockey-sur-gazon qui vécut pendant 74 ans, ayant donc le statut honorifique de Royal.
Lors de son existence, la formation fut connue comme indépendante (Hockey Club Liégeois) et comme appartenant à un club omnisports à savoir les deux clubs de la cité ardente, le Standard de Liège et le RFC Liège, soit les deux plus gros niveaux du sport liégeois.

## Historique
Fondé en 1911 sous le nom de Hockey Club Liégeois, le club est absorbé par le Royal Football Club de Liège en 1922, formant même un joueur, René Maillieux, qui fut sélectionné en équipe nationale avec laquelle, il participa aux Jeux olympiques de 1928.
En 1945, le club déménage à Sclessin et quitte le RFCL, puis un an après il rejoint Embourg et en 1956 il rejoint le Standard de Liège et s'installa au Sart Tilman, soit à côté de la section basket.
Mais, après l'Affaire Standard-Waterschei, soit en 1985, la direction du Standard de Liège met un terme a ses sections sauf sa section football qui vit alors les moments les plus sombres de son existence.
Mais ce n'est rien en comparaison avec les autres sections, les sections basket-ball et le hockey-sur-gazon sont expulsées du site du Sart Tilman qui appartenait au Standard.
Les sections rugby et tennis sont gérées de manière autonome et bien que "Standard" se trouve dans le nom de ces deux clubs, ils n'ont plus rien à voir avec le Standard de Liège.
Alors que la section basket s’exile à Andenne dans la Province de Namur, et prend le nom d' Andenne Basket, la section hockey-sur-gazon va tout simplement disparaître et d'anciens joueurs de cette section vont créer un nouveau club, Embourg Hockey Club.

### Noms
- 1911-1922 : Hockey Club Liégeois
- 1922-1945 : Royal Football Club Liège Hockey Club
- 1945-1956 : Hockey Club Liégeois
- 1956-1985 : Royal Standard Hockey Club